# イキマン
イキマンは、小学館の漫画雑誌『月刊IKKI』で行われている新人賞の名称。

## 概要
月刊IKKIの創刊時から行われている新人賞であり、後に同誌で連載を開始している受賞者も多い。
2ヶ月に一度選考をし、必ず1作品以上受賞させることを謳っているのが特徴。受賞作は必ず同誌に掲載される。
募集は常に行われており、また賞金は用意されていない（原稿料は支払われる）。また、選考は同誌の編集部員および編集長が行う。これらの点では、持ち込みに近い形とも言える。
応募資格としてプロ・アマは問わないとしているのも特徴で、すでに商業誌で活動しており単行本も出版されている漫画家が受賞した回も過去にある（例：福満しげゆき）。

## 受賞作
| 回     | 発表         | 受賞者                            | 作品名                                           |
| ------ | ------------ | --------------------------------- | ------------------------------------------------ |
| 第1回  | 2003年5月号  | 青山景                            | 茶番劇                                           |
| 第2回  | 2003年7月号  | 笠辺哲                            | 虎の門                                           |
| 第3回  | 2003年9月号  | 佐々木忠士                        | 強風世界                                         |
| 第4回  | 2003年11月号 | はづき満                          | グリーンピース                                   |
| 第5回  | 2004年1月号  | 望アキラ                          | 幻影の記録                                       |
| 第6回  | 2004年3月号  | 黒谷知也                          | ウタカン                                         |
| 第7回  | 2004年5月号  | 岩岡ヒサエ                        | しろいくも                                       |
| 第8回  | 2004年7月号  | 鈴菌カリオ                        | 知恵熱                                           |
| 第9回  | 2004年9月号  | 市川良                            | 写真の園                                         |
| 第10回 | 2004年11月号 | 黒田サイ                          | 麦と三宅くん                                     |
| 第11回 | 2005年1月号  | 福満しげゆき                      | 新世紀僕はどうなる                               |
| 第12回 | 2005年3月号  | 黒背骨実角                        | 夢層                                             |
| 第13回 | 2005年5月号  | 田丸理 （当時。田村てまりに改名） | 浮き世稀世                                       |
| 第13回 | 2005年5月号  | イシデ電                          | 月光価千金                                       |
| 第14回 | 2005年7月号  | スズキ唯知                        | 千代子の店                                       |
| 第14回 | 2005年7月号  | おさだこうへい                    | 散歩道                                           |
| 第15回 | 2005年9月号  | 木村光博                          | 家族の風景                                       |
| 第16回 | 2005年11月号 | アキタコウ                        | ゆでたまごのつくりかた 恋愛編                    |
| 第17回 | 2006年1月号  | 青野春秋                          | 走馬灯                                           |
| 第18回 | 2006年3月号  | 日吉ゆい子                        | あまねくまたたき                                 |
| 第19回 | 2006年5月号  | 武嶌波                            | 雪は舞い…                                        |
| 第20回 | 2006年7月号  | ちからヒロシ                      | 太る犬                                           |
| 第21回 | 2006年9月号  | 大森啓                            | いずみの秘密                                     |
| 第22回 | 2006年11月号 | シンセイ                          | あの向こう                                       |
| 第23回 | 2007年1月号  | 鴻巣世紀                          | Mossgreen Lovesong                               |
| 第24回 | 2007年3月号  | 飯田将基                          | メッセージ                                       |
| 第25回 | 2007年5月号  | 畑中純一                          | 教えて進ぜよう                                   |
| 第25回 | 2007年5月号  | 大澄剛                            | トウ                                             |
| 第26回 | 2007年7月号  | 内堀みのり                        | リグレット                                       |
| 第26回 | 2007年7月号  | 北尾尾火                          | マグロ                                           |
| 第27回 | 2007年9月号  | 成瀬宗志                          | あの娘僕がフリーキック決めたらどんな顔するだろう |
| 第27回 | 2007年9月号  | 神山幸治                          | paper                                            |
| 第28回 | 2007年11月号 | 下乃一倖                          | グッドモーニングおやじ                           |
| 第29回 | 2008年1月号  | 吉田丸悠                          | そして世界は平和になる                           |
| 第30回 | 2008年3月号  | きた菊子                          | コヒツジガール                                   |
| 第31回 | 2008年5月号  | タケダアヤカ                      | Pizza Margherita!                                |
| 第32回 | 2008年7月号  | 土屋雄民                          | Sweet Baby Mask Complex                          |
| 第33回 | 2008年9月号  | 三友恒平                          | もりびと／誰かのための自殺をしよう               |
| 第33回 | 2008年9月号  | 山本崇一朗                        | 歯は上に投げるもの                               |
| 第33回 | 2008年9月号  | 井村瑛                            | レンズ                                           |
| 第33回 | 2008年9月号  | 三隅健                            | ムルチ                                           |
| 第34回 | 2008年11月号 | 中野宏治郎                        | vibes                                            |
| 第35回 | 2009年1月号  | 葵梅太郎                          | ニコニコ印の夢の旗                               |
| 第36回 | 2009年3月号  | ゆげ                              | THE 修学旅行                                     |
| 第37回 | 2009年5月号  | 漆原ミチ                          | よるくも                                         |
| 第38回 | 2009年7月号  | ビブオ                            | ビビトトレーハ氏の招待                           |
| 第38回 | 2009年7月号  | 石川凛                            | カメネコじゃらし                                 |
| 第39回 | 2009年9月号  | ヤカヒアユミミ                    | はまヲう                                         |
| 第45回 |              | 円城寺真己                        |                                                  |
| 第46回 | 11月号       | 松島直子                          | 夕暮れの花束                                     |
| 第49回 |              | 野田彩子                          |                                                  |
| 第58回 |              | 中我生直佑                        | 逃走日和                                         |
| 第61回 | 2013年5月号  | 吉田貴司                          | かっこいい縄文時代                               |
| 第62回 | 2013年7月号  | 宮田町朗                          | 態変                                             |
| 第63回 | 2013年9月号  | 森えり                            | 朱のサイン                                       |
| 第64回 | 2013年11月号 | 谷島大恵                          | NIJI～ニジ～                                     |
| 第65回 | 2014年1月号  | 加藤望                            | SWANLAKE                                         |
| 第65回 | 2014年1月号  | 篠原早紀子                        | 冴えない君                                       |